# Tamer Husein
Tamer Abdelmoneim Husein (El Cairo, 22 de noviembre de 1974) es un deportista egipcio que compitió en taekwondo. Ganó dos medallas en el Campeonato Mundial de Taekwondo en los años 1991 y 1997, y dos medallas en el Campeonato Africano de Taekwondo en los años 2003 y 2012.

## Palmarés internacional
| Campeonato Mundial  | Campeonato Mundial        | Campeonato Mundial | Campeonato Mundial |
| Año                 | Lugar                     | Medalla            | Categoría          |
| ------------------- | ------------------------- | ------------------ | ------------------ |
| 1991                | Atenas (Grecia)           | Medalla de bronce  | –64 kg             |
| 1997                | Hong Kong (China)         | Medalla de oro     | –70 kg             |
| Campeonato Africano |                           |                    |                    |
| Año                 | Lugar                     | Medalla            | Categoría          |
| 2003                | Abuya (Nigeria)           | Medalla de oro     | –72 kg             |
| 2012                | Antananarivo (Madagascar) | Medalla de bronce  | –68 kg             |